# عشق بدون مرز
عشق بدون مرز فیلمی به کارگردانی پوران درخشنده و نویسندگی کارول دیکی، پوران درخشنده و ساختهٔ سال ۱۳۷۷ است.

## خلاصه داستان
بیژن پزشک ایرانی است که با سوزان همسر آمریکایی و پسرش بابک در ایران زندگی می‌کنند، با شروع جنگ و حملات هوایی و بمباران‌های پی در پی، سوزان علیرغم میل بیژن با بابک به آمریکا می‌روند. بابک به خاطر این که مادرش در روزنامهٔ تایمز خبرنگار است مجبور می‌شود در محله‌ای شلوغ به مدرسه برود و هر روز شاهد درگیری باندهای خیابانی قاچاق مواد مخدر باشد. سوزان برای تهیه گزارش از چگونگی فعالیت باندهای خیابانی از برادر توبی همکلاسی بابک که خود از اعضاء این باندها است کمک می‌گیرد. روزی سوزان از درگیری دو باند خیابانی عکس تهیه می‌کند و آن‌ها وقتی متوجه می‌شوند، برای گرفتن عکس‌ها بابک را گروگان می‌گیرند. بیژن از ماجرا باخبر می‌شود و برای نجات او به آمریکا می‌رود و با کمک گرفتن از یک باند خیابانی دیگر بابک را نجات می‌دهد.

## بازیگران
- دنی کوئین
- ایزابل داهلین
- تام آدامز
- کون دووالت
- کلیل نلسون
- کارلوس ریواس
- کنی مک کاب
- کینگ استوارت
- مارک استونی بلک
- برنیس فون اشترنبرگ
- جی تی بونتینو
- مارکو مانلی
- نیکولاس مارتین
- خوزه رودریگوز
- ژوزف الوارز
- ژوزف اولیویو
- دیوید ای جولیانو
- رامون ناواره
- شدی چه لنیگز
- سعید مقدم
- علی‌عباس اسدی
- مارک آنتونی بک
- بی جی هواک
- کرتیس بی کلی
- حسنی علی
- جیسون کووئیه
- بابی جین میشل
- کریستینا لین
- استن دیویس
- جگی پن
- دانیل گری
- عثمان بیت
- مارکو وردیر
- جیمز پس
- جف ساندرز
- کونسی اسمیت
- سینا ایمانی
- محمودرضا درخشنده
- ابوالفضل میری
- علی درخشنده
- روزبه نوبخت
- بهروز نوبخت
- محمدعلی خرم‌پور
- سبحان علوی‌یکتا
- چی. جی. ارنتا
- لوری رز
- روچله باتا
- سعید نوذریان
- جورج نلسون
- وینستون فرانسیس
- هری اسمیت
- جورج واشینگتن
- پت جانسون
- فیل اونیل